# Lista över fornlämningar i Valdemarsviks kommun
Lista över fornlämningar i Valdemarsviks kommun är en förteckning av ett urval av de fornlämningar som finns i Valdemarsviks kommun.

## Gryt
| Namn                   | Lämningstyp             | Tillkomsttid | Historisk indelning | Plats | Läge                 | ID-nr          | Bild                                 |
| ---------------------- | ----------------------- | ------------ | ------------------- | ----- | -------------------- | -------------- | ------------------------------------ |
| Gryt 1:1               | Stensättning            |              | Gryt, Östergötland  |       | 58.170874, 16.909098 | 10042500010001 | Ladda upp en bild av detta fornminne |
| Gryt 2:1               | Fästning/skans          |              | Gryt, Östergötland  |       | 58.170208, 16.915114 | 10042500020001 | Ladda upp en bild av detta fornminne |
| Kapelludden (Gryt 4:1) | Husgrund, historisk tid |              | Gryt, Östergötland  |       | 58.198670, 16.891912 | 10042500040001 | Ladda upp en bild av detta fornminne |
| Gryt 5:1               | Röse                    |              | Gryt, Östergötland  |       | 58.232935, 16.914030 | 10042500050001 | Ladda upp en bild av detta fornminne |
| Gryt 6:1               | Röse                    |              | Gryt, Östergötland  |       | 58.233443, 16.811577 | 10042500060001 | Ladda upp en bild av detta fornminne |
| Gryt 7:1               | Röse                    |              | Gryt, Östergötland  |       | 58.233489, 16.809495 | 10042500070001 | Ladda upp en bild av detta fornminne |
| Gryt 8:1               | Stenkrets               |              | Gryt, Östergötland  |       | 58.231911, 16.810187 | 10042500080001 | Ladda upp en bild av detta fornminne |
| Gryt 9:1               | Röse                    |              | Gryt, Östergötland  |       | 58.231851, 16.813439 | 10042500090001 | Ladda upp en bild av detta fornminne |
| Gryt 9:2               | Röse                    |              | Gryt, Östergötland  |       | 58.231999, 16.813240 | 10042500090002 | Ladda upp en bild av detta fornminne |
| Gryt 10:1              | Röse                    |              | Gryt, Östergötland  |       | 58.240402, 16.812495 | 10042500100001 | Ladda upp en bild av detta fornminne |
| Gryt 10:2              | Röse                    |              | Gryt, Östergötland  |       | 58.240636, 16.813102 | 10042500100002 | Ladda upp en bild av detta fornminne |
| Gryt 12:1              | Röse                    |              | Gryt, Östergötland  |       | 58.261485, 17.034128 | 10042500120001 | Ladda upp en bild av detta fornminne |
| Gryt 12:2              | Stensättning            |              | Gryt, Östergötland  |       | 58.261590, 17.034469 | 10042500120002 | Ladda upp en bild av detta fornminne |
| Gryt 15:1              | Röse                    |              | Gryt, Östergötland  |       | 58.226456, 16.794625 | 10042500150001 | Ladda upp en bild av detta fornminne |
| Gryt 17:1              | Röse                    |              | Gryt, Östergötland  |       | 58.237067, 16.791280 | 10042500170001 | Ladda upp en bild av detta fornminne |
| Gryt 23:1              | Röse                    |              | Gryt, Östergötland  |       | 58.218912, 16.821869 | 10042500230001 | Ladda upp en bild av detta fornminne |
| Gryt 23:2              | Stensättning            |              | Gryt, Östergötland  |       | 58.219071, 16.822018 | 10042500230002 | Ladda upp en bild av detta fornminne |
| Gryt 24:1              | Stensättning            |              | Gryt, Östergötland  |       | 58.214802, 16.811954 | 10042500240001 | Ladda upp en bild av detta fornminne |
| Gryt 25:1              | Röse                    |              | Gryt, Östergötland  |       | 58.151157, 16.791607 | 10042500250001 | Ladda upp en bild av detta fornminne |
| Gryt 27:1              | Stensättning            |              | Gryt, Östergötland  |       | 58.255751, 17.013527 | 10042500270001 | Ladda upp en bild av detta fornminne |
| Gryt 28:1              | Röse                    |              | Gryt, Östergötland  |       | 58.272086, 16.918020 | 10042500280001 | Ladda upp en bild av detta fornminne |
| Gryt 29:1              | Röse                    |              | Gryt, Östergötland  |       | 58.265633, 16.840415 | 10042500290001 | Ladda upp en bild av detta fornminne |
| Gryt 31:1              | Röse                    |              | Gryt, Östergötland  |       | 58.118541, 16.758429 | 10042500310001 | Ladda upp en bild av detta fornminne |
| Gryt 32:1              | Stensättning            |              | Gryt, Östergötland  |       | 58.126315, 16.761607 | 10042500320001 | Ladda upp en bild av detta fornminne |
| Gryt 33:1              | Stensättning            |              | Gryt, Östergötland  |       | 58.118678, 16.757098 | 10042500330001 | Ladda upp en bild av detta fornminne |
| Gryt 35:1              | Gravfält                |              | Gryt, Östergötland  |       | 58.186175, 16.756864 | 10042500350001 | Ladda upp en bild av detta fornminne |
| Gryt 36:1              | Gravfält                |              | Gryt, Östergötland  |       | 58.186116, 16.760036 | 10042500360001 | Ladda upp en bild av detta fornminne |
| Gryt 37:1              | Stensättning            |              | Gryt, Östergötland  |       | 58.186093, 16.762321 | 10042500370001 | Ladda upp en bild av detta fornminne |
| Gryt 38:1              | Gravfält                |              | Gryt, Östergötland  |       | 58.186074, 16.768898 | 10042500380001 | Ladda upp en bild av detta fornminne |
| Gryt 39:1              | Röse                    |              | Gryt, Östergötland  |       | 58.092749, 16.813129 | 10042500390001 | Ladda upp en bild av detta fornminne |
| Gryt 41:1              | Röse                    |              | Gryt, Östergötland  |       | 58.188191, 16.767458 | 10042500410001 | Ladda upp en bild av detta fornminne |
| Gryt 41:2              | Stensättning            |              | Gryt, Östergötland  |       | 58.187743, 16.767321 | 10042500410002 | Ladda upp en bild av detta fornminne |
| Gryt 42:1              | Röse                    |              | Gryt, Östergötland  |       | 58.188779, 16.766630 | 10042500420001 | Ladda upp en bild av detta fornminne |
| Gryt 42:2              | Stensättning            |              | Gryt, Östergötland  |       | 58.188888, 16.766939 | 10042500420002 | Ladda upp en bild av detta fornminne |
| Gryt 42:3              | Stensättning            |              | Gryt, Östergötland  |       | 58.188620, 16.766359 | 10042500420003 | Ladda upp en bild av detta fornminne |
| Gryt 42:4              | Stensättning            |              | Gryt, Östergötland  |       | 58.188691, 16.766207 | 10042500420004 | Ladda upp en bild av detta fornminne |
| Gryt 43:1              | Röse                    |              | Gryt, Östergötland  |       | 58.191187, 16.767326 | 10042500430001 | Ladda upp en bild av detta fornminne |
| Gryt 43:2              | Stensättning            |              | Gryt, Östergötland  |       | 58.191285, 16.767638 | 10042500430002 | Ladda upp en bild av detta fornminne |
| Gryt 44:1              | Gravfält                |              | Gryt, Östergötland  |       | 58.189692, 16.753594 | 10042500440001 | Ladda upp en bild av detta fornminne |
| Gryt 46:1              | Stensättning            |              | Gryt, Östergötland  |       | 58.188776, 16.742034 | 10042500460001 | Ladda upp en bild av detta fornminne |
| Gryt 47:1              | Gravfält                |              | Gryt, Östergötland  |       | 58.192966, 16.739583 | 10042500470001 | Ladda upp en bild av detta fornminne |
| Gryt 49:1              | Stensättning            |              | Gryt, Östergötland  |       | 58.192908, 16.743568 | 10042500490001 | Ladda upp en bild av detta fornminne |
| Gryt 51:1              | Röse                    |              | Gryt, Östergötland  |       | 58.184512, 16.676277 | 10042500510001 | Ladda upp en bild av detta fornminne |
| Gryt 52:1              | Stensättning            |              | Gryt, Östergötland  |       | 58.192137, 16.672859 | 10042500520001 | Ladda upp en bild av detta fornminne |
| Gryt 52:2              | Stensättning            |              | Gryt, Östergötland  |       | 58.192153, 16.673030 | 10042500520002 | Ladda upp en bild av detta fornminne |
| Gryt 53:1              | Röse                    |              | Gryt, Östergötland  |       | 58.187032, 16.669384 | 10042500530001 | Ladda upp en bild av detta fornminne |
| Gryt 53:2              | Stensättning            |              | Gryt, Östergötland  |       | 58.187293, 16.668685 | 10042500530002 | Ladda upp en bild av detta fornminne |
| Gryt 54:1              | Röse                    |              | Gryt, Östergötland  |       | 58.189489, 16.668189 | 10042500540001 | Ladda upp en bild av detta fornminne |
| Gryt 54:2              | Röse                    |              | Gryt, Östergötland  |       | 58.189432, 16.667697 | 10042500540002 | Ladda upp en bild av detta fornminne |
| Gryt 54:3              | Stensättning            |              | Gryt, Östergötland  |       | 58.189502, 16.667574 | 10042500540003 | Ladda upp en bild av detta fornminne |
| Gryt 55:1              | Röse                    |              | Gryt, Östergötland  |       | 58.190396, 16.666012 | 10042500550001 | Ladda upp en bild av detta fornminne |
| Gryt 56:1              | Röse                    |              | Gryt, Östergötland  |       | 58.110896, 16.765903 | 10042500560001 | Ladda upp en bild av detta fornminne |
| Gryt 58:1              | Stensättning            |              | Gryt, Östergötland  |       | 58.175483, 16.684077 | 10042500580001 | Ladda upp en bild av detta fornminne |
| Gryt 60:1              | Stensättning            |              | Gryt, Östergötland  |       | 58.181473, 16.672752 | 10042500600001 | Ladda upp en bild av detta fornminne |
| Gryt 61:1              | Stensättning            |              | Gryt, Östergötland  |       | 58.181030, 16.672089 | 10042500610001 | Ladda upp en bild av detta fornminne |
| Gryt 62:1              | Stensättning            |              | Gryt, Östergötland  |       | 58.177245, 16.679340 | 10042500620001 | Ladda upp en bild av detta fornminne |
| Gryt 62:2              | Stensättning            |              | Gryt, Östergötland  |       | 58.177168, 16.679334 | 10042500620002 | Ladda upp en bild av detta fornminne |
| Gryt 66:1              | Gravfält                |              | Gryt, Östergötland  |       | 58.165683, 16.709487 | 10042500660001 | Ladda upp en bild av detta fornminne |
| Gryt 67:1              | Stensättning            |              | Gryt, Östergötland  |       | 58.168404, 16.716996 | 10042500670001 | Ladda upp en bild av detta fornminne |
| Gryt 69:1              | Stensättning            |              | Gryt, Östergötland  |       | 58.166777, 16.745384 | 10042500690001 | Ladda upp en bild av detta fornminne |
| Gryt 70:1              | Stensättning            |              | Gryt, Östergötland  |       | 58.165537, 16.750829 | 10042500700001 | Ladda upp en bild av detta fornminne |
| Gryt 71:1              | Stensättning            |              | Gryt, Östergötland  |       | 58.165007, 16.749246 | 10042500710001 | Ladda upp en bild av detta fornminne |
| Gryt 72:1              | Stensättning            |              | Gryt, Östergötland  |       | 58.155374, 16.738191 | 10042500720001 | Ladda upp en bild av detta fornminne |
| Gryt 73:1              | Stensättning            |              | Gryt, Östergötland  |       | 58.156270, 16.742204 | 10042500730001 | Ladda upp en bild av detta fornminne |
| Gryt 73:2              | Stensättning            |              | Gryt, Östergötland  |       | 58.156691, 16.742675 | 10042500730002 | Ladda upp en bild av detta fornminne |
| Gryt 74:1              | Stensättning            |              | Gryt, Östergötland  |       | 58.155966, 16.743265 | 10042500740001 | Ladda upp en bild av detta fornminne |
| Gryt 75:1              | Stensättning            |              | Gryt, Östergötland  |       | 58.155707, 16.744415 | 10042500750001 | Ladda upp en bild av detta fornminne |
| Gryt 76:1              | Stensättning            |              | Gryt, Östergötland  |       | 58.139495, 16.729149 | 10042500760001 | Ladda upp en bild av detta fornminne |
| Gryt 78:1              | Röse                    |              | Gryt, Östergötland  |       | 58.184916, 16.661885 | 10042500780001 | Ladda upp en bild av detta fornminne |
| Gryt 80:1              | Stensättning            |              | Gryt, Östergötland  |       | 58.262968, 16.786030 | 10042500800001 | Ladda upp en bild av detta fornminne |
| Gryt 83:1              | Stensättning            |              | Gryt, Östergötland  |       | 58.166410, 16.805869 | 10042500830001 | Ladda upp en bild av detta fornminne |
| Gryt 83:2              | Stensättning            |              | Gryt, Östergötland  |       | 58.166499, 16.805643 | 10042500830002 | Ladda upp en bild av detta fornminne |
| Gryt 83:3              | Stensättning            |              | Gryt, Östergötland  |       | 58.166583, 16.804812 | 10042500830003 | Ladda upp en bild av detta fornminne |
| Gryt 87:1              | Stensättning            |              | Gryt, Östergötland  |       | 58.134341, 16.854628 | 10042500870001 | Ladda upp en bild av detta fornminne |
| Gryt 88:1              | Stensättning            |              | Gryt, Östergötland  |       | 58.136947, 16.833370 | 10042500880001 | Ladda upp en bild av detta fornminne |
| Gryt 89:1              | Stensättning            |              | Gryt, Östergötland  |       | 58.154097, 16.747576 | 10042500890001 | Ladda upp en bild av detta fornminne |
| Gryt 90:1              | Röse                    |              | Gryt, Östergötland  |       | 58.157729, 16.743649 | 10042500900001 | Ladda upp en bild av detta fornminne |
| Gryt 91:1              | Stensättning            |              | Gryt, Östergötland  |       | 58.153222, 16.739612 | 10042500910001 | Ladda upp en bild av detta fornminne |
| Gryt 92:1              | Stensättning            |              | Gryt, Östergötland  |       | 58.263998, 17.027667 | 10042500920001 | Ladda upp en bild av detta fornminne |
| Gryt 94:1              | Stensättning            |              | Gryt, Östergötland  |       | 58.091529, 16.839298 | 10042500940001 | Ladda upp en bild av detta fornminne |
| Gryt 96:1              | Stensättning            |              | Gryt, Östergötland  |       | 58.090117, 16.843670 | 10042500960001 | Ladda upp en bild av detta fornminne |
| Gryt 100:1             | Stensättning            |              | Gryt, Östergötland  |       | 58.085930, 16.831828 | 10042501000001 | Ladda upp en bild av detta fornminne |
| Gryt 105:1             | Gravfält                |              | Gryt, Östergötland  |       | 58.141907, 16.870739 | 10042501050001 | Ladda upp en bild av detta fornminne |
| Gryt 117:1             | Stensättning            |              | Gryt, Östergötland  |       | 58.126320, 16.850252 | 10042501170001 | Ladda upp en bild av detta fornminne |
| Gryt 120:1             | Stensättning            |              | Gryt, Östergötland  |       | 58.098921, 16.837249 | 10042501200001 | Ladda upp en bild av detta fornminne |
| Gryt 121:1             | Stensättning            |              | Gryt, Östergötland  |       | 58.093418, 16.825809 | 10042501210001 | Ladda upp en bild av detta fornminne |
| Gryt 123:1             | Gravfält                |              | Gryt, Östergötland  |       | 58.187736, 16.770171 | 10042501230001 | Ladda upp en bild av detta fornminne |
| Gryt 125:1             | Stensättning            |              | Gryt, Östergötland  |       | 58.188366, 16.770735 | 10042501250001 | Ladda upp en bild av detta fornminne |
| Gryt 126:1             | Stensättning            |              | Gryt, Östergötland  |       | 58.189398, 16.770597 | 10042501260001 | Ladda upp en bild av detta fornminne |
| Gryt 128:1             | Stensättning            |              | Gryt, Östergötland  |       | 58.188319, 16.773125 | 10042501280001 | Ladda upp en bild av detta fornminne |
| Gryt 130:2             | Stensättning            |              | Gryt, Östergötland  |       | 58.187453, 16.768258 | 10042501300002 | Ladda upp en bild av detta fornminne |
| Gryt 133:1             | Stensättning            |              | Gryt, Östergötland  |       | 58.188813, 16.764989 | 10042501330001 | Ladda upp en bild av detta fornminne |
| Gryt 134:1             | Stensättning            |              | Gryt, Östergötland  |       | 58.187819, 16.765242 | 10042501340001 | Ladda upp en bild av detta fornminne |
| Gryt 135:1             | Röse                    |              | Gryt, Östergötland  |       | 58.185100, 16.764456 | 10042501350001 | Ladda upp en bild av detta fornminne |
| Gryt 135:2             | Stensättning            |              | Gryt, Östergötland  |       | 58.184944, 16.763808 | 10042501350002 | Ladda upp en bild av detta fornminne |
| Gryt 138:1             | Stensättning            |              | Gryt, Östergötland  |       | 58.194206, 16.796428 | 10042501380001 | Ladda upp en bild av detta fornminne |
| Gryt 138:2             | Stensättning            |              | Gryt, Östergötland  |       | 58.194090, 16.796666 | 10042501380002 | Ladda upp en bild av detta fornminne |
| Gryt 139:1             | Stensättning            |              | Gryt, Östergötland  |       | 58.193493, 16.807409 | 10042501390001 | Ladda upp en bild av detta fornminne |
| Gryt 141:1             | Stensättning            |              | Gryt, Östergötland  |       | 58.273463, 16.940401 | 10042501410001 | Ladda upp en bild av detta fornminne |
| Gryt 143:1             | Stensättning            |              | Gryt, Östergötland  |       | 58.251146, 16.891048 | 10042501430001 | Ladda upp en bild av detta fornminne |
| Gryt 148:1             | Stensättning            |              | Gryt, Östergötland  |       | 58.246790, 16.839840 | 10042501480001 | Ladda upp en bild av detta fornminne |
| Gryt 159:1             | Stensättning            |              | Gryt, Östergötland  |       | 58.199762, 16.912880 | 10042501590001 | Ladda upp en bild av detta fornminne |
| Gryt 160:1             | Stensättning            |              | Gryt, Östergötland  |       | 58.199928, 16.914811 | 10042501600001 | Ladda upp en bild av detta fornminne |
| Gryt 167:1             | Stensättning            |              | Gryt, Östergötland  |       | 58.267049, 16.926219 | 10042501670001 | Ladda upp en bild av detta fornminne |
| Gryt 169:1             | Röse                    |              | Gryt, Östergötland  |       | 58.266274, 16.927863 | 10042501690001 | Ladda upp en bild av detta fornminne |
| Gryt 178:1             | Stensättning            |              | Gryt, Östergötland  |       | 58.191523, 16.944616 | 10042501780001 | Ladda upp en bild av detta fornminne |
| Gryt 184:1             | Fiskeläge               |              | Gryt, Östergötland  |       | 58.219967, 17.038921 | 10042501840001 | Ladda upp en bild av detta fornminne |
| Gryt 185:1             | Stensättning            |              | Gryt, Östergötland  |       | 58.280540, 16.822676 | 10042501850001 | Ladda upp en bild av detta fornminne |
| Gryt 197:1             | Fiskeläge               |              | Gryt, Östergötland  |       | 58.158081, 16.980320 | 10042501970001 | Ladda upp en bild av detta fornminne |
| Gryt 204:1             | Fiskeläge               |              | Gryt, Östergötland  |       | 58.150873, 16.984676 | 10042502040001 | Ladda upp en bild av detta fornminne |
| Gryt 207:1             | Stensättning            |              | Gryt, Östergötland  |       | 58.171061, 16.930572 | 10042502070001 | Ladda upp en bild av detta fornminne |
| Gryt 207:2             | Stensättning            |              | Gryt, Östergötland  |       | 58.170855, 16.930016 | 10042502070002 | Ladda upp en bild av detta fornminne |
| Gryt 209:1             | Stensättning            |              | Gryt, Östergötland  |       | 58.121433, 16.758022 | 10042502090001 | Ladda upp en bild av detta fornminne |
| Gryt 211               | Stensättning            |              | Gryt, Östergötland  |       | 58.170511, 16.933123 | 12000000006771 | Ladda upp en bild av detta fornminne |
| Gryt 228               | Lägenhetsbebyggelse     |              | Gryt, Östergötland  |       | 58.166722, 16.765497 | 12000000007544 | Ladda upp en bild av detta fornminne |
| Gryt 231               | Lägenhetsbebyggelse     |              | Gryt, Östergötland  |       | 58.141340, 16.767630 | 12000000007547 | Ladda upp en bild av detta fornminne |
| Gryt 238               | Stensättning            |              | Gryt, Östergötland  |       | 58.141568, 16.871088 | 12000000007569 | Ladda upp en bild av detta fornminne |
| Gryt 240               | Stensättning            |              | Gryt, Östergötland  |       | 58.141413, 16.871018 | 12000000007571 | Ladda upp en bild av detta fornminne |
| Gryt 244               | Stensättning            |              | Gryt, Östergötland  |       | 58.141569, 16.871251 | 12000000007575 | Ladda upp en bild av detta fornminne |
| Gryt 246               | Stensättning            |              | Gryt, Östergötland  |       | 58.095669, 16.825251 | 12000000007925 | Ladda upp en bild av detta fornminne |

## Ringarum
| Namn                        | Lämningstyp                 | Tillkomsttid | Historisk indelning    | Plats | Läge                 | ID-nr          | Bild                                      |
| --------------------------- | --------------------------- | ------------ | ---------------------- | ----- | -------------------- | -------------- | ----------------------------------------- |
| Ringarum 1:1                | Gravfält                    |              | Ringarum, Östergötland |       | 58.191200, 16.572551 | 10047700010001 | Ladda upp en bild av detta fornminne      |
| Ringarum 17:1               | Hög                         |              | Ringarum, Östergötland |       | 58.276815, 16.469956 | 10047700170001 | Ladda upp en bild av detta fornminne      |
| Ringarum 17:2               | Hög                         |              | Ringarum, Östergötland |       | 58.276714, 16.470011 | 10047700170002 | Ladda upp en bild av detta fornminne      |
| Kungsstenen (Ringarum 23:1) | Minnesmärke                 |              | Ringarum, Östergötland |       | 58.291884, 16.472122 | 10047700230001 | Ladda upp en bild av detta fornminne      |
| Ringarum 27:1               | Grav markerad av sten/block |              | Ringarum, Östergötland |       | 58.339695, 16.466653 | 10047700270001 | Ladda upp en bild av detta fornminne      |
| Ringarum 28:1               | Runristning                 |              | Ringarum, Östergötland |       | 58.333618, 16.448672 | 10047700280001 | Ladda upp en till bild av detta fornminne |
| Ringarum 31:1               | Stensättning                |              | Ringarum, Östergötland |       | 58.359474, 16.459803 | 10047700310001 | Ladda upp en bild av detta fornminne      |
| Ringarum 31:2               | Stensättning                |              | Ringarum, Östergötland |       | 58.359369, 16.459893 | 10047700310002 | Ladda upp en bild av detta fornminne      |
| Ringarum 31:3               | Stensättning                |              | Ringarum, Östergötland |       | 58.359462, 16.460004 | 10047700310003 | Ladda upp en bild av detta fornminne      |
| Ringarum 32:1               | Gravfält                    |              | Ringarum, Östergötland |       | 58.362272, 16.460366 | 10047700320001 | Ladda upp en bild av detta fornminne      |
| Ringarum 33:1               | Gravfält                    |              | Ringarum, Östergötland |       | 58.334532, 16.432247 | 10047700330001 | Ladda upp en bild av detta fornminne      |
| Ringarum 41:1               | Röse                        |              | Ringarum, Östergötland |       | 58.307905, 16.319836 | 10047700410001 | Ladda upp en bild av detta fornminne      |
| Ringarum 41:2               | Stensättning                |              | Ringarum, Östergötland |       | 58.308025, 16.319783 | 10047700410002 | Ladda upp en bild av detta fornminne      |
| Ringarum 41:3               | Grav markerad av sten/block |              | Ringarum, Östergötland |       | 58.307969, 16.319661 | 10047700410003 | Ladda upp en bild av detta fornminne      |
| Ringarum 41:4               | Stensättning                |              | Ringarum, Östergötland |       | 58.307686, 16.319309 | 10047700410004 | Ladda upp en bild av detta fornminne      |
| Ringarum 44:1               | Gravfält                    |              | Ringarum, Östergötland |       | 58.329828, 16.459822 | 10047700440001 | Ladda upp en bild av detta fornminne      |
| Ringarum 58:1               | Hög                         |              | Ringarum, Östergötland |       | 58.337921, 16.470926 | 10047700580001 | Ladda upp en bild av detta fornminne      |
| Ringarum 58:2               | Stensättning                |              | Ringarum, Östergötland |       | 58.337750, 16.471274 | 10047700580002 | Ladda upp en bild av detta fornminne      |
| Ringarum 96:1               | Stensättning                |              | Ringarum, Östergötland |       | 58.308668, 16.321474 | 10047700960001 | Ladda upp en bild av detta fornminne      |
| Ringarum 102:1              | Gravfält                    |              | Ringarum, Östergötland |       | 58.274981, 16.656889 | 10047701020001 | Ladda upp en bild av detta fornminne      |
| Ringarum 103:1              | Gravfält                    |              | Ringarum, Östergötland |       | 58.274882, 16.658353 | 10047701030001 | Ladda upp en bild av detta fornminne      |
| Ringarum 105:1              | Gravfält                    |              | Ringarum, Östergötland |       | 58.211795, 16.573642 | 10047701050001 | Ladda upp en bild av detta fornminne      |
| Ringarum 106:1              | Stensättning                |              | Ringarum, Östergötland |       | 58.212047, 16.570027 | 10047701060001 | Ladda upp en bild av detta fornminne      |
| Ringarum 106:2              | Stensättning                |              | Ringarum, Östergötland |       | 58.212165, 16.569956 | 10047701060002 | Ladda upp en bild av detta fornminne      |
| Ringarum 111:1              | Stensättning                |              | Ringarum, Östergötland |       | 58.223739, 16.557292 | 10047701110001 | Ladda upp en bild av detta fornminne      |
| Ringarum 124:1              | Stensättning                |              | Ringarum, Östergötland |       | 58.213619, 16.568789 | 10047701240001 | Ladda upp en bild av detta fornminne      |
| Ringarum 124:2              | Stensättning                |              | Ringarum, Östergötland |       | 58.213374, 16.568834 | 10047701240002 | Ladda upp en bild av detta fornminne      |
| Ringarum 125:1              | Stensättning                |              | Ringarum, Östergötland |       | 58.212441, 16.572898 | 10047701250001 | Ladda upp en bild av detta fornminne      |
| Ringarum 126:1              | Stensättning                |              | Ringarum, Östergötland |       | 58.206723, 16.575702 | 10047701260001 | Ladda upp en bild av detta fornminne      |
| Ringarum 126:2              | Stensättning                |              | Ringarum, Östergötland |       | 58.206794, 16.575541 | 10047701260002 | Ladda upp en bild av detta fornminne      |
| Ringarum 126:3              | Stensättning                |              | Ringarum, Östergötland |       | 58.206765, 16.575978 | 10047701260003 | Ladda upp en bild av detta fornminne      |
| Ringarum 129:1              | Stensättning                |              | Ringarum, Östergötland |       | 58.211703, 16.574806 | 10047701290001 | Ladda upp en bild av detta fornminne      |
| Ringarum 132:1              | Stensättning                |              | Ringarum, Östergötland |       | 58.219722, 16.573481 | 10047701320001 | Ladda upp en bild av detta fornminne      |
| Ringarum 133:1              | Stensättning                |              | Ringarum, Östergötland |       | 58.213139, 16.533736 | 10047701330001 | Ladda upp en bild av detta fornminne      |
| Ringarum 138:1              | Stensättning                |              | Ringarum, Östergötland |       | 58.202772, 16.494929 | 10047701380001 | Ladda upp en bild av detta fornminne      |
| Ringarum 347:1              | Stensättning                |              | Ringarum, Östergötland |       | 58.276703, 16.645019 | 10047703470001 | Ladda upp en bild av detta fornminne      |
| Ringarum 386:1              | Stensättning                |              | Ringarum, Östergötland |       | 58.270302, 16.368332 | 10047703860001 | Ladda upp en bild av detta fornminne      |
| Ringarum 406:1              | Grav markerad av sten/block |              | Ringarum, Östergötland |       | 58.275553, 16.659270 | 10047704060001 | Ladda upp en bild av detta fornminne      |
| Ringarum 407:1              | Stensättning                |              | Ringarum, Östergötland |       | 58.337767, 16.456741 | 10047704070001 | Ladda upp en bild av detta fornminne      |
| Ringarum 410:1              | Gravfält                    |              | Ringarum, Östergötland |       | 58.332674, 16.470838 | 10047704100001 | Ladda upp en bild av detta fornminne      |
| Ringarum 420:1              | Stensättning                |              | Ringarum, Östergötland |       | 58.362702, 16.447947 | 10047704200001 | Ladda upp en bild av detta fornminne      |
| Ringarum 421:1              | Stensättning                |              | Ringarum, Östergötland |       | 58.359751, 16.440944 | 10047704210001 | Ladda upp en bild av detta fornminne      |
| Ringarum 445:1              | Begravningsplats            |              | Ringarum, Östergötland |       | 58.256102, 16.477211 | 10047704450001 | Ladda upp en bild av detta fornminne      |

## Tryserum
| Namn                                | Lämningstyp                 | Tillkomsttid | Historisk indelning | Plats | Läge                 | ID-nr          | Bild                                      |
| ----------------------------------- | --------------------------- | ------------ | ------------------- | ----- | -------------------- | -------------- | ----------------------------------------- |
| Tryserum 1:1                        | Stensättning                |              | Tryserum, Småland   |       | 58.097090, 16.768946 | 10051300010001 | Ladda upp en bild av detta fornminne      |
| Tryserum 2:1                        | Röse                        |              | Tryserum, Småland   |       | 58.102828, 16.759068 | 10051300020001 | Ladda upp en bild av detta fornminne      |
| Tryserum 3:1                        | Röse                        |              | Tryserum, Småland   |       | 58.099986, 16.752803 | 10051300030001 | Ladda upp en bild av detta fornminne      |
| Tryserum 5:1                        | Röse                        |              | Tryserum, Småland   |       | 58.093284, 16.644475 | 10051300050001 | Ladda upp en bild av detta fornminne      |
| Tryserum 7:1                        | Stensättning                |              | Tryserum, Småland   |       | 58.092969, 16.648709 | 10051300070001 | Ladda upp en bild av detta fornminne      |
| Tryserum 7:2                        | Stensättning                |              | Tryserum, Småland   |       | 58.092812, 16.648813 | 10051300070002 | Ladda upp en bild av detta fornminne      |
| Tryserum 7:3                        | Röse                        |              | Tryserum, Småland   |       | 58.092762, 16.649385 | 10051300070003 | Ladda upp en bild av detta fornminne      |
| Tryserum 7:4                        | Röse                        |              | Tryserum, Småland   |       | 58.092295, 16.649473 | 10051300070004 | Ladda upp en bild av detta fornminne      |
| Tryserum 10:1                       | Röse                        |              | Tryserum, Småland   |       | 58.095936, 16.646499 | 10051300100001 | Ladda upp en bild av detta fornminne      |
| Tryserum 11:1                       | Stensättning                |              | Tryserum, Småland   |       | 58.096890, 16.648651 | 10051300110001 | Ladda upp en bild av detta fornminne      |
| Tryserum 11:2                       | Stensättning                |              | Tryserum, Småland   |       | 58.096824, 16.648852 | 10051300110002 | Ladda upp en bild av detta fornminne      |
| Tryserum 11:3                       | Stensättning                |              | Tryserum, Småland   |       | 58.096673, 16.649235 | 10051300110003 | Ladda upp en bild av detta fornminne      |
| Tryserum 12:1                       | Gravfält                    |              | Tryserum, Småland   |       | 58.093998, 16.649313 | 10051300120001 | Ladda upp en bild av detta fornminne      |
| Tryserum 13:1                       | Stensättning                |              | Tryserum, Småland   |       | 58.093545, 16.654902 | 10051300130001 | Ladda upp en bild av detta fornminne      |
| Tryserum 13:2                       | Stensättning                |              | Tryserum, Småland   |       | 58.093400, 16.654816 | 10051300130002 | Ladda upp en bild av detta fornminne      |
| Tryserum 14:1                       | Röse                        |              | Tryserum, Småland   |       | 58.094643, 16.655506 | 10051300140001 | Ladda upp en bild av detta fornminne      |
| Tryserum 15:1                       | Röse                        |              | Tryserum, Småland   |       | 58.093965, 16.646099 | 10051300150001 | Ladda upp en bild av detta fornminne      |
| Tryserum 16:1                       | Stensättning                |              | Tryserum, Småland   |       | 58.098261, 16.660209 | 10051300160001 | Ladda upp en bild av detta fornminne      |
| Tryserum 18:1                       | Stensättning                |              | Tryserum, Småland   |       | 58.100715, 16.643830 | 10051300180001 | Ladda upp en bild av detta fornminne      |
| Tryserum 18:2                       | Stensättning                |              | Tryserum, Småland   |       | 58.100569, 16.643938 | 10051300180002 | Ladda upp en bild av detta fornminne      |
| Tryserum 24:1                       | Stensättning                |              | Tryserum, Småland   |       | 58.114414, 16.636648 | 10051300240001 | Ladda upp en bild av detta fornminne      |
| Tryserum 25:1                       | Stensättning                |              | Tryserum, Småland   |       | 58.117104, 16.637164 | 10051300250001 | Ladda upp en bild av detta fornminne      |
| Tryserum 26:1                       | Stensättning                |              | Tryserum, Småland   |       | 58.117914, 16.631984 | 10051300260001 | Ladda upp en bild av detta fornminne      |
| Tryserum 27:1                       | Stensättning                |              | Tryserum, Småland   |       | 58.119347, 16.636241 | 10051300270001 | Ladda upp en bild av detta fornminne      |
| Tryserum 27:2                       | Stensättning                |              | Tryserum, Småland   |       | 58.119589, 16.636255 | 10051300270002 | Ladda upp en bild av detta fornminne      |
| Tryserum 29:1                       | Röse                        |              | Tryserum, Småland   |       | 58.124990, 16.626461 | 10051300290001 | Ladda upp en bild av detta fornminne      |
| Tryserum 29:2                       | Stensättning                |              | Tryserum, Småland   |       | 58.125189, 16.626168 | 10051300290002 | Ladda upp en bild av detta fornminne      |
| Tryserum 29:3                       | Stensättning                |              | Tryserum, Småland   |       | 58.125219, 16.625993 | 10051300290003 | Ladda upp en bild av detta fornminne      |
| Fågelvik (Tryserum 31:1)            | Borg                        |              | Tryserum, Småland   |       | 58.106411, 16.707495 | 10051300310001 | Ladda upp en till bild av detta fornminne |
| Tryserum 34:1                       | Stensättning                |              | Tryserum, Småland   |       | 58.139900, 16.690822 | 10051300340001 | Ladda upp en bild av detta fornminne      |
| Tryserum 35:1                       | Gravfält                    |              | Tryserum, Småland   |       | 58.116192, 16.661557 | 10051300350001 | Ladda upp en bild av detta fornminne      |
| Tryserum 36:1                       | Röse                        |              | Tryserum, Småland   |       | 58.121802, 16.647946 | 10051300360001 | Ladda upp en bild av detta fornminne      |
| Tryserum 37:1                       | Röse                        |              | Tryserum, Småland   |       | 58.123257, 16.647724 | 10051300370001 | Ladda upp en bild av detta fornminne      |
| Tryserum 38:1                       | Gravfält                    |              | Tryserum, Småland   |       | 58.122529, 16.642871 | 10051300380001 | Ladda upp en bild av detta fornminne      |
| Tryserum 39:1                       | Stensättning                |              | Tryserum, Småland   |       | 58.123310, 16.644388 | 10051300390001 | Ladda upp en bild av detta fornminne      |
| Tryserum 41:1                       | Stensättning                |              | Tryserum, Småland   |       | 58.125172, 16.641737 | 10051300410001 | Ladda upp en bild av detta fornminne      |
| Tryserum 42:1                       | Stensättning                |              | Tryserum, Småland   |       | 58.126341, 16.638472 | 10051300420001 | Ladda upp en bild av detta fornminne      |
| Tryserum 43:1                       | Stensättning                |              | Tryserum, Småland   |       | 58.125883, 16.645957 | 10051300430001 | Ladda upp en bild av detta fornminne      |
| Tryserum 44:1                       | Röse                        |              | Tryserum, Småland   |       | 58.128034, 16.645838 | 10051300440001 | Ladda upp en bild av detta fornminne      |
| Tryserum 46:1                       | Röse                        |              | Tryserum, Småland   |       | 58.111428, 16.624677 | 10051300460001 | Ladda upp en bild av detta fornminne      |
| Tryserum 46:2                       | Hög                         |              | Tryserum, Småland   |       | 58.111101, 16.625186 | 10051300460002 | Ladda upp en bild av detta fornminne      |
| Tryserum 48:1                       | Röse                        |              | Tryserum, Småland   |       | 58.117255, 16.615299 | 10051300480001 | Ladda upp en bild av detta fornminne      |
| Tryserum 50:1                       | Röse                        |              | Tryserum, Småland   |       | 58.119284, 16.614481 | 10051300500001 | Ladda upp en bild av detta fornminne      |
| Tryserum 50:2                       | Röse                        |              | Tryserum, Småland   |       | 58.118975, 16.614737 | 10051300500002 | Ladda upp en bild av detta fornminne      |
| Tryserum 51:1                       | Röse                        |              | Tryserum, Småland   |       | 58.119237, 16.613312 | 10051300510001 | Ladda upp en bild av detta fornminne      |
| Tryserum 55:1                       | Stensättning                |              | Tryserum, Småland   |       | 58.098901, 16.498131 | 10051300550001 | Ladda upp en bild av detta fornminne      |
| Tryserum 55:2                       | Stensättning                |              | Tryserum, Småland   |       | 58.098791, 16.498320 | 10051300550002 | Ladda upp en bild av detta fornminne      |
| Tryserum 55:3                       | Stensättning                |              | Tryserum, Småland   |       | 58.098731, 16.498624 | 10051300550003 | Ladda upp en bild av detta fornminne      |
| Tryserum 56:1                       | Stensättning                |              | Tryserum, Småland   |       | 58.099460, 16.504820 | 10051300560001 | Ladda upp en bild av detta fornminne      |
| Tryserum 57:1                       | Stensättning                |              | Tryserum, Småland   |       | 58.098629, 16.500530 | 10051300570001 | Ladda upp en bild av detta fornminne      |
| Tryserum 58:1                       | Stensättning                |              | Tryserum, Småland   |       | 58.099391, 16.482449 | 10051300580001 | Ladda upp en bild av detta fornminne      |
| Tryserum 58:2                       | Stenkrets                   |              | Tryserum, Småland   |       | 58.099500, 16.482291 | 10051300580002 | Ladda upp en bild av detta fornminne      |
| Tryserum 58:3                       | Stenkrets                   |              | Tryserum, Småland   |       | 58.099449, 16.482683 | 10051300580003 | Ladda upp en bild av detta fornminne      |
| Tryserum 58:4                       | Grav markerad av sten/block |              | Tryserum, Småland   |       | 58.099522, 16.482827 | 10051300580004 | Ladda upp en bild av detta fornminne      |
| Tryserum 69:1                       | Gravfält                    |              | Tryserum, Småland   |       | 58.131560, 16.448838 | 10051300690001 | Ladda upp en bild av detta fornminne      |
| Tryserum 70:1                       | Stensättning                |              | Tryserum, Småland   |       | 58.133323, 16.445785 | 10051300700001 | Ladda upp en bild av detta fornminne      |
| Tryserum 70:2                       | Stensättning                |              | Tryserum, Småland   |       | 58.133423, 16.445587 | 10051300700002 | Ladda upp en bild av detta fornminne      |
| Tryserum 70:3                       | Stensättning                |              | Tryserum, Småland   |       | 58.133039, 16.445790 | 10051300700003 | Ladda upp en bild av detta fornminne      |
| Tryserum 71:1                       | Gravfält                    |              | Tryserum, Småland   |       | 58.135815, 16.415650 | 10051300710001 | Ladda upp en bild av detta fornminne      |
| Tryserum 72:1                       | Gravfält                    |              | Tryserum, Småland   |       | 58.142429, 16.414415 | 10051300720001 | Ladda upp en bild av detta fornminne      |
| Tryserum 73:1                       | Gravfält                    |              | Tryserum, Småland   |       | 58.143102, 16.411886 | 10051300730001 | Ladda upp en bild av detta fornminne      |
| Bockens backe (Tryserum 77:1)       | Stensättning                |              | Tryserum, Småland   |       | 58.150927, 16.422928 | 10051300770001 | Ladda upp en bild av detta fornminne      |
| Tryserums kyrkoruin (Tryserum 79:1) | Kyrka/kapell                |              | Tryserum, Småland   |       | 58.158986, 16.487188 | 10051300790001 | Ladda upp en till bild av detta fornminne |
| Tryserums kyrkoruin (Tryserum 79:2) | Kyrka/kapell                |              | Tryserum, Småland   |       | 58.159125, 16.487210 | 10051300790002 | Ladda upp en bild av detta fornminne      |
| Tryserum 91:1                       | Stensättning                |              | Tryserum, Småland   |       | 58.144428, 16.598230 | 10051300910001 | Ladda upp en bild av detta fornminne      |
| Tryserum 95:1                       | Stensättning                |              | Tryserum, Småland   |       | 58.151192, 16.606070 | 10051300950001 | Ladda upp en bild av detta fornminne      |
| Tryserum 96:1                       | Gravfält                    |              | Tryserum, Småland   |       | 58.151580, 16.600266 | 10051300960001 | Ladda upp en bild av detta fornminne      |
| Tryserum 98:1                       | Stensättning                |              | Tryserum, Småland   |       | 58.157955, 16.595798 | 10051300980001 | Ladda upp en bild av detta fornminne      |
| Tryserum 98:2                       | Stensättning                |              | Tryserum, Småland   |       | 58.158009, 16.595038 | 10051300980002 | Ladda upp en bild av detta fornminne      |
| Tryserum 99:1                       | Stensättning                |              | Tryserum, Småland   |       | 58.161262, 16.592645 | 10051300990001 | Ladda upp en bild av detta fornminne      |
| Tryserum 100:1                      | Stensättning                |              | Tryserum, Småland   |       | 58.155554, 16.596997 | 10051301000001 | Ladda upp en bild av detta fornminne      |
| Tryserum 100:2                      | Stensättning                |              | Tryserum, Småland   |       | 58.155898, 16.597150 | 10051301000002 | Ladda upp en bild av detta fornminne      |
| Tryserum 101:1                      | Röse                        |              | Tryserum, Småland   |       | 58.159822, 16.585874 | 10051301010001 | Ladda upp en bild av detta fornminne      |
| Tryserum 106:1                      | Gravfält                    |              | Tryserum, Småland   |       | 58.176503, 16.571986 | 10051301060001 | Ladda upp en bild av detta fornminne      |
| Tryserum 110:1                      | Röse                        |              | Tryserum, Småland   |       | 58.180995, 16.590707 | 10051301100001 | Ladda upp en bild av detta fornminne      |
| Tryserum 110:2                      | Stensättning                |              | Tryserum, Småland   |       | 58.180917, 16.590586 | 10051301100002 | Ladda upp en bild av detta fornminne      |
| Tryserum 110:3                      | Stensättning                |              | Tryserum, Småland   |       | 58.180988, 16.590484 | 10051301100003 | Ladda upp en bild av detta fornminne      |
| Tryserum 110:4                      | Stensättning                |              | Tryserum, Småland   |       | 58.180780, 16.591237 | 10051301100004 | Ladda upp en bild av detta fornminne      |
| Tryserum 111:1                      | Stensättning                |              | Tryserum, Småland   |       | 58.177344, 16.597622 | 10051301110001 | Ladda upp en bild av detta fornminne      |
| Tryserum 112:1                      | Stensättning                |              | Tryserum, Småland   |       | 58.158419, 16.611230 | 10051301120001 | Ladda upp en bild av detta fornminne      |
| Tryserum 112:2                      | Stensättning                |              | Tryserum, Småland   |       | 58.158522, 16.611232 | 10051301120002 | Ladda upp en bild av detta fornminne      |
| Tryserum 113:1                      | Stensättning                |              | Tryserum, Småland   |       | 58.155557, 16.611008 | 10051301130001 | Ladda upp en bild av detta fornminne      |
| Tryserum 114:1                      | Fornborg                    |              | Tryserum, Småland   |       | 58.146203, 16.614783 | 10051301140001 | Ladda upp en bild av detta fornminne      |
| Tryserum 115:1                      | Röse                        |              | Tryserum, Småland   |       | 58.146157, 16.624743 | 10051301150001 | Ladda upp en bild av detta fornminne      |
| Tryserum 116:1                      | Stensättning                |              | Tryserum, Småland   |       | 58.163254, 16.633798 | 10051301160001 | Ladda upp en bild av detta fornminne      |
| Tryserum 117:1                      | Röse                        |              | Tryserum, Småland   |       | 58.162423, 16.624311 | 10051301170001 | Ladda upp en bild av detta fornminne      |
| Tryserum 118:1                      | Stensättning                |              | Tryserum, Småland   |       | 58.163518, 16.623571 | 10051301180001 | Ladda upp en bild av detta fornminne      |
| Tryserum 119:1                      | Stensättning                |              | Tryserum, Småland   |       | 58.168334, 16.626403 | 10051301190001 | Ladda upp en bild av detta fornminne      |
| Tryserum 120:1                      | Stensättning                |              | Tryserum, Småland   |       | 58.168190, 16.624785 | 10051301200001 | Ladda upp en bild av detta fornminne      |
| Tryserum 121:1                      | Röse                        |              | Tryserum, Småland   |       | 58.058059, 16.813052 | 10051301210001 | Ladda upp en bild av detta fornminne      |
| Tryserum 123:1                      | Stensättning                |              | Tryserum, Småland   |       | 58.047277, 16.781218 | 10051301230001 | Ladda upp en bild av detta fornminne      |
| Tryserum 124:1                      | Röse                        |              | Tryserum, Småland   |       | 58.066290, 16.775639 | 10051301240001 | Ladda upp en bild av detta fornminne      |
| Tryserum 125:1                      | Stensättning                |              | Tryserum, Småland   |       | 58.075302, 16.781857 | 10051301250001 | Ladda upp en bild av detta fornminne      |
| Tryserum 129:1                      | Stensättning                |              | Tryserum, Småland   |       | 58.086675, 16.660034 | 10051301290001 | Ladda upp en bild av detta fornminne      |
| Tryserum 130:2                      | Stensättning                |              | Tryserum, Småland   |       | 58.085667, 16.662388 | 10051301300002 | Ladda upp en bild av detta fornminne      |
| Tryserum 130:3                      | Stensättning                |              | Tryserum, Småland   |       | 58.085426, 16.662553 | 10051301300003 | Ladda upp en bild av detta fornminne      |
| Tryserum 137:1                      | Stensättning                |              | Tryserum, Småland   |       | 58.090767, 16.641220 | 10051301370001 | Ladda upp en bild av detta fornminne      |
| Tryserum 137:1(1)                   | Stensättning                |              | Tryserum, Småland   |       | koordinater saknas   | 11105000004444 | Ladda upp en bild av detta fornminne      |
| Tryserum 137:2                      | Stensättning                |              | Tryserum, Småland   |       | 58.090863, 16.641141 | 10051301370002 | Ladda upp en bild av detta fornminne      |
| Tryserum 161:1                      | Grav markerad av sten/block |              | Tryserum, Småland   |       | 58.123595, 16.462590 | 10051301610001 | Ladda upp en bild av detta fornminne      |
| Tryserum 164:2                      | Stensättning                |              | Tryserum, Småland   |       | 58.130204, 16.450566 | 10051301640002 | Ladda upp en bild av detta fornminne      |
| Tryserum 184:1                      | Stensättning                |              | Tryserum, Småland   |       | 58.128657, 16.439527 | 10051301840001 | Ladda upp en bild av detta fornminne      |
| Tryserum 185:1                      | Stensättning                |              | Tryserum, Småland   |       | 58.128678, 16.440689 | 10051301850001 | Ladda upp en bild av detta fornminne      |
| Tryserum 198:1                      | Stensättning                |              | Tryserum, Småland   |       | 58.125437, 16.636954 | 10051301980001 | Ladda upp en bild av detta fornminne      |
| Tryserum 199:1                      | Stensättning                |              | Tryserum, Småland   |       | 58.124238, 16.638420 | 10051301990001 | Ladda upp en bild av detta fornminne      |
| Tryserum 200:1                      | Stensättning                |              | Tryserum, Småland   |       | 58.123246, 16.639321 | 10051302000001 | Ladda upp en bild av detta fornminne      |
| Tryserum 200:2                      | Stensättning                |              | Tryserum, Småland   |       | 58.123074, 16.639503 | 10051302000002 | Ladda upp en bild av detta fornminne      |
| Tryserum 200:3                      | Stensättning                |              | Tryserum, Småland   |       | 58.123186, 16.639452 | 10051302000003 | Ladda upp en bild av detta fornminne      |
| Tryserum 204:1                      | Stensättning                |              | Tryserum, Småland   |       | 58.122117, 16.642232 | 10051302040001 | Ladda upp en bild av detta fornminne      |
| Tryserum 205:1                      | Stensättning                |              | Tryserum, Småland   |       | 58.121978, 16.643558 | 10051302050001 | Ladda upp en bild av detta fornminne      |
| Tryserum 206:1                      | Stensättning                |              | Tryserum, Småland   |       | 58.124229, 16.642667 | 10051302060001 | Ladda upp en bild av detta fornminne      |
| Tryserum 206:2                      | Stensättning                |              | Tryserum, Småland   |       | 58.124411, 16.642390 | 10051302060002 | Ladda upp en bild av detta fornminne      |
| Tryserum 207:1                      | Stensättning                |              | Tryserum, Småland   |       | 58.119522, 16.635102 | 10051302070001 | Ladda upp en bild av detta fornminne      |
| Tryserum 208:1                      | Stensättning                |              | Tryserum, Småland   |       | 58.120095, 16.636558 | 10051302080001 | Ladda upp en bild av detta fornminne      |
| Tryserum 214:1                      | Stensättning                |              | Tryserum, Småland   |       | 58.111959, 16.624478 | 10051302140001 | Ladda upp en bild av detta fornminne      |
| Tryserum 233:1                      | Stensättning                |              | Tryserum, Småland   |       | 58.132054, 16.452480 | 10051302330001 | Ladda upp en bild av detta fornminne      |
| Tryserum 234:1                      | Röse                        |              | Tryserum, Småland   |       | 58.131986, 16.450992 | 10051302340001 | Ladda upp en bild av detta fornminne      |
| Tryserum 234:2                      | Stensättning                |              | Tryserum, Småland   |       | 58.132230, 16.451360 | 10051302340002 | Ladda upp en bild av detta fornminne      |
| Tryserum 234:3                      | Stensättning                |              | Tryserum, Småland   |       | 58.131836, 16.450884 | 10051302340003 | Ladda upp en bild av detta fornminne      |
| Tryserum 234:4                      | Stensättning                |              | Tryserum, Småland   |       | 58.131672, 16.450847 | 10051302340004 | Ladda upp en bild av detta fornminne      |
| Tryserum 249:1                      | Stensättning                |              | Tryserum, Småland   |       | 58.112309, 16.619805 | 10051302490001 | Ladda upp en bild av detta fornminne      |
| Tryserum 273:1                      | Stensättning                |              | Tryserum, Småland   |       | 58.188964, 16.600068 | 10051302730001 | Ladda upp en bild av detta fornminne      |
| Tryserum 274:1                      | Stensättning                |              | Tryserum, Småland   |       | 58.189213, 16.599048 | 10051302740001 | Ladda upp en bild av detta fornminne      |
| Tryserum 277:1                      | Stensättning                |              | Tryserum, Småland   |       | 58.179723, 16.592061 | 10051302770001 | Ladda upp en bild av detta fornminne      |
| Tryserum 278:1                      | Hög                         |              | Tryserum, Småland   |       | 58.175770, 16.573159 | 10051302780001 | Ladda upp en bild av detta fornminne      |
| Tryserum 311:1                      | Stensättning                |              | Tryserum, Småland   |       | 58.202468, 16.466223 | 10051303110001 | Ladda upp en bild av detta fornminne      |
| Tryserum 360:1                      | Stensättning                |              | Tryserum, Småland   |       | 58.159867, 16.601964 | 10051303600001 | Ladda upp en bild av detta fornminne      |
| Tryserum 365:1                      | Stensättning                |              | Tryserum, Småland   |       | 58.154569, 16.610776 | 10051303650001 | Ladda upp en bild av detta fornminne      |
| Tryserum 368:1                      | Gravfält                    |              | Tryserum, Småland   |       | 58.085766, 16.656960 | 10051303680001 | Ladda upp en bild av detta fornminne      |
| Tryserum 370:1                      | Stensättning                |              | Tryserum, Småland   |       | 58.114139, 16.726269 | 10051303700001 | Ladda upp en bild av detta fornminne      |
| Tryserum 372:1                      | Stensättning                |              | Tryserum, Småland   |       | 58.057404, 16.811877 | 10051303720001 | Ladda upp en bild av detta fornminne      |
| Tryserum 372:2                      | Stensättning                |              | Tryserum, Småland   |       | 58.057331, 16.811986 | 10051303720002 | Ladda upp en bild av detta fornminne      |
| Tryserum 372:3                      | Stensättning                |              | Tryserum, Småland   |       | 58.057451, 16.812203 | 10051303720003 | Ladda upp en bild av detta fornminne      |
| Tryserum 377:1                      | Stensättning                |              | Tryserum, Småland   |       | 58.084595, 16.662539 | 10051303770001 | Ladda upp en bild av detta fornminne      |
| Tryserum 379:1                      | Stensättning                |              | Tryserum, Småland   |       | 58.089480, 16.650180 | 10051303790001 | Ladda upp en bild av detta fornminne      |
| Tryserum 382:1                      | Husgrund, historisk tid     |              | Tryserum, Småland   |       | 58.200002, 16.489705 | 10051303820001 | Ladda upp en bild av detta fornminne      |
| Valdemarsvik 31:1                   | Stensättning                |              | Tryserum, Småland   |       | 58.185529, 16.604852 | 10308100310001 | Ladda upp en bild av detta fornminne      |
| Östra Ed 66:1                       | Stensättning                |              | Tryserum, Småland   |       | 58.048253, 16.724496 | 10055000660001 | Ladda upp en bild av detta fornminne      |
| Östra Ed 66:2                       | Stensättning                |              | Tryserum, Småland   |       | 58.048252, 16.724750 | 10055000660002 | Ladda upp en bild av detta fornminne      |
| Östra Ed 67:1                       | Stensättning                |              | Tryserum, Småland   |       | 58.048418, 16.725802 | 10055000670001 | Ladda upp en bild av detta fornminne      |
| Östra Ed 69:1                       | Röse                        |              | Tryserum, Småland   |       | 58.053177, 16.734039 | 10055000690001 | Ladda upp en bild av detta fornminne      |
| Östra Ed 84:1                       | Röse                        |              | Tryserum, Småland   |       | 58.052613, 16.738589 | 10055000840001 | Ladda upp en bild av detta fornminne      |
| Östra Ed 84:2                       | Stensättning                |              | Tryserum, Småland   |       | 58.052857, 16.738116 | 10055000840002 | Ladda upp en bild av detta fornminne      |
| Östra Ed 84:3                       | Stensättning                |              | Tryserum, Småland   |       | 58.052734, 16.737954 | 10055000840003 | Ladda upp en bild av detta fornminne      |

## Valdemarsvik
| Namn              | Lämningstyp  | Tillkomsttid | Historisk indelning        | Plats | Läge                 | ID-nr          | Bild                                 |
| ----------------- | ------------ | ------------ | -------------------------- | ----- | -------------------- | -------------- | ------------------------------------ |
| Valdemarsvik 1:1  | Stensättning |              | Valdemarsvik, Östergötland |       | 58.194777, 16.587497 | 10308100010001 | Ladda upp en bild av detta fornminne |
| Valdemarsvik 2:1  | Stensättning |              | Valdemarsvik, Östergötland |       | 58.193852, 16.592921 | 10308100020001 | Ladda upp en bild av detta fornminne |
| Valdemarsvik 3:1  | Stensättning |              | Valdemarsvik, Östergötland |       | 58.196482, 16.586351 | 10308100030001 | Ladda upp en bild av detta fornminne |
| Valdemarsvik 4:1  | Gravfält     |              | Valdemarsvik, Östergötland |       | 58.200511, 16.585457 | 10308100040001 | Ladda upp en bild av detta fornminne |
| Valdemarsvik 6:1  | Gravfält     |              | Valdemarsvik, Östergötland |       | 58.209148, 16.594615 | 10308100060001 | Ladda upp en bild av detta fornminne |
| Valdemarsvik 7:1  | Röse         |              | Valdemarsvik, Östergötland |       | 58.210343, 16.590074 | 10308100070001 | Ladda upp en bild av detta fornminne |
| Valdemarsvik 8:1  | Stensättning |              | Valdemarsvik, Östergötland |       | 58.211164, 16.588059 | 10308100080001 | Ladda upp en bild av detta fornminne |
| Valdemarsvik 8:2  | Stensättning |              | Valdemarsvik, Östergötland |       | 58.211396, 16.587790 | 10308100080002 | Ladda upp en bild av detta fornminne |
| Valdemarsvik 8:3  | Röse         |              | Valdemarsvik, Östergötland |       | 58.211533, 16.587664 | 10308100080003 | Ladda upp en bild av detta fornminne |
| Valdemarsvik 9:1  | Stensättning |              | Valdemarsvik, Östergötland |       | 58.212020, 16.592871 | 10308100090001 | Ladda upp en bild av detta fornminne |
| Valdemarsvik 9:2  | Röse         |              | Valdemarsvik, Östergötland |       | 58.211660, 16.593331 | 10308100090002 | Ladda upp en bild av detta fornminne |
| Valdemarsvik 9:3  | Röse         |              | Valdemarsvik, Östergötland |       | 58.211749, 16.594059 | 10308100090003 | Ladda upp en bild av detta fornminne |
| Valdemarsvik 10:1 | Stensättning |              | Valdemarsvik, Östergötland |       | 58.213118, 16.586085 | 10308100100001 | Ladda upp en bild av detta fornminne |
| Valdemarsvik 10:2 | Stensättning |              | Valdemarsvik, Östergötland |       | 58.213154, 16.585698 | 10308100100002 | Ladda upp en bild av detta fornminne |
| Valdemarsvik 10:3 | Stensättning |              | Valdemarsvik, Östergötland |       | 58.213223, 16.585555 | 10308100100003 | Ladda upp en bild av detta fornminne |
| Valdemarsvik 11:1 | Stensättning |              | Valdemarsvik, Östergötland |       | 58.214211, 16.584204 | 10308100110001 | Ladda upp en bild av detta fornminne |
| Valdemarsvik 11:2 | Stensättning |              | Valdemarsvik, Östergötland |       | 58.214426, 16.583822 | 10308100110002 | Ladda upp en bild av detta fornminne |
| Valdemarsvik 11:3 | Stensättning |              | Valdemarsvik, Östergötland |       | 58.214694, 16.584683 | 10308100110003 | Ladda upp en bild av detta fornminne |
| Valdemarsvik 12:1 | Stensättning |              | Valdemarsvik, Östergötland |       | 58.215237, 16.583614 | 10308100120001 | Ladda upp en bild av detta fornminne |
| Valdemarsvik 13:1 | Stensättning |              | Valdemarsvik, Östergötland |       | 58.216216, 16.586259 | 10308100130001 | Ladda upp en bild av detta fornminne |
| Valdemarsvik 13:2 | Stensättning |              | Valdemarsvik, Östergötland |       | 58.216216, 16.586259 | 10308100130002 | Ladda upp en bild av detta fornminne |
| Valdemarsvik 14:1 | Stensättning |              | Valdemarsvik, Östergötland |       | 58.218478, 16.578220 | 10308100140001 | Ladda upp en bild av detta fornminne |
| Valdemarsvik 14:2 | Stensättning |              | Valdemarsvik, Östergötland |       | 58.218615, 16.578147 | 10308100140002 | Ladda upp en bild av detta fornminne |
| Valdemarsvik 14:3 | Stensättning |              | Valdemarsvik, Östergötland |       | 58.218658, 16.578088 | 10308100140003 | Ladda upp en bild av detta fornminne |
| Valdemarsvik 21:1 | Gravfält     |              | Valdemarsvik, Östergötland |       | 58.213920, 16.583985 | 10308100210001 | Ladda upp en bild av detta fornminne |
| Valdemarsvik 22:1 | Stensättning |              | Valdemarsvik, Östergötland |       | 58.215279, 16.590635 | 10308100220001 | Ladda upp en bild av detta fornminne |
| Valdemarsvik 23:1 | Gravfält     |              | Valdemarsvik, Östergötland |       | 58.209566, 16.593722 | 10308100230001 | Ladda upp en bild av detta fornminne |
| Valdemarsvik 25:1 | Stensättning |              | Valdemarsvik, Östergötland |       | 58.207234, 16.585395 | 10308100250001 | Ladda upp en bild av detta fornminne |
| Valdemarsvik 33:1 | Stensättning |              | Valdemarsvik, Östergötland |       | 58.190589, 16.587518 | 10308100330001 | Ladda upp en bild av detta fornminne |
| Valdemarsvik 34:1 | Stensättning |              | Valdemarsvik, Östergötland |       | 58.192483, 16.593949 | 10308100340001 | Ladda upp en bild av detta fornminne |
| Valdemarsvik 35:1 | Stensättning |              | Valdemarsvik, Östergötland |       | 58.193599, 16.587320 | 10308100350001 | Ladda upp en bild av detta fornminne |
| Valdemarsvik 36:1 | Stensättning |              | Valdemarsvik, Östergötland |       | 58.190104, 16.582490 | 10308100360001 | Ladda upp en bild av detta fornminne |
| Valdemarsvik 40:1 | Stensättning |              | Valdemarsvik, Östergötland |       | 58.204251, 16.572560 | 10308100400001 | Ladda upp en bild av detta fornminne |
| Valdemarsvik 41:1 | Stensättning |              | Valdemarsvik, Östergötland |       | 58.203328, 16.573517 | 10308100410001 | Ladda upp en bild av detta fornminne |

## Östra Ed
| Namn                         | Lämningstyp         | Tillkomsttid | Historisk indelning | Plats | Läge                 | ID-nr          | Bild                                 |
| ---------------------------- | ------------------- | ------------ | ------------------- | ----- | -------------------- | -------------- | ------------------------------------ |
| Östra Ed 1:1                 | Stensättning        |              | Östra Ed, Småland   |       | 58.086219, 16.637693 | 10055000010001 | Ladda upp en bild av detta fornminne |
| Östra Ed 3:1                 | Stensättning        |              | Östra Ed, Småland   |       | 58.067589, 16.640675 | 10055000030001 | Ladda upp en bild av detta fornminne |
| Östra Ed 4:1                 | Gravfält            |              | Östra Ed, Småland   |       | 58.063566, 16.620572 | 10055000040001 | Ladda upp en bild av detta fornminne |
| Östra Ed 5:1                 | Stensättning        |              | Östra Ed, Småland   |       | 58.064821, 16.617171 | 10055000050001 | Ladda upp en bild av detta fornminne |
| Östra Ed 5:2                 | Stensättning        |              | Östra Ed, Småland   |       | 58.065034, 16.617428 | 10055000050002 | Ladda upp en bild av detta fornminne |
| Östra Ed 5:3                 | Stensättning        |              | Östra Ed, Småland   |       | 58.065135, 16.617329 | 10055000050003 | Ladda upp en bild av detta fornminne |
| Östra Ed 6:1                 | Röse                |              | Östra Ed, Småland   |       | 58.061631, 16.614258 | 10055000060001 | Ladda upp en bild av detta fornminne |
| Östra Ed 9:1                 | Röse                |              | Östra Ed, Småland   |       | 58.058842, 16.614049 | 10055000090001 | Ladda upp en bild av detta fornminne |
| Östra Ed 10:1                | Stensättning        |              | Östra Ed, Småland   |       | 58.048884, 16.601806 | 10055000100001 | Ladda upp en bild av detta fornminne |
| Östra Ed 12:1                | Stensättning        |              | Östra Ed, Småland   |       | 58.043480, 16.607902 | 10055000120001 | Ladda upp en bild av detta fornminne |
| Östra Ed 13:1                | Röse                |              | Östra Ed, Småland   |       | 58.034011, 16.607349 | 10055000130001 | Ladda upp en bild av detta fornminne |
| Östra Ed 14:1                | Stensättning        |              | Östra Ed, Småland   |       | 58.037240, 16.608700 | 10055000140001 | Ladda upp en bild av detta fornminne |
| Östra Ed 15:1                | Stensättning        |              | Östra Ed, Småland   |       | 58.036634, 16.631016 | 10055000150001 | Ladda upp en bild av detta fornminne |
| Östra Ed 16:1                | Stensättning        |              | Östra Ed, Småland   |       | 58.036671, 16.626037 | 10055000160001 | Ladda upp en bild av detta fornminne |
| Östra Ed 17:1                | Stensättning        |              | Östra Ed, Småland   |       | 58.037720, 16.624240 | 10055000170001 | Ladda upp en bild av detta fornminne |
| Östra Ed 17:2                | Stensättning        |              | Östra Ed, Småland   |       | 58.037370, 16.624728 | 10055000170002 | Ladda upp en bild av detta fornminne |
| Östra Ed 17:3                | Stensättning        |              | Östra Ed, Småland   |       | 58.037265, 16.624630 | 10055000170003 | Ladda upp en bild av detta fornminne |
| Östra Ed 17:4                | Stensättning        |              | Östra Ed, Småland   |       | 58.037060, 16.624888 | 10055000170004 | Ladda upp en bild av detta fornminne |
| Östra Ed 18:1                | Röse                |              | Östra Ed, Småland   |       | 58.048785, 16.632805 | 10055000180001 | Ladda upp en bild av detta fornminne |
| Östra Ed 19:1                | Stensättning        |              | Östra Ed, Småland   |       | 58.041366, 16.634996 | 10055000190001 | Ladda upp en bild av detta fornminne |
| Östra Ed 19:2                | Stensättning        |              | Östra Ed, Småland   |       | 58.041442, 16.635140 | 10055000190002 | Ladda upp en bild av detta fornminne |
| Östra Ed 20:1                | Stensättning        |              | Östra Ed, Småland   |       | 58.039386, 16.634701 | 10055000200001 | Ladda upp en bild av detta fornminne |
| Östra Ed 20:2                | Röse                |              | Östra Ed, Småland   |       | 58.039427, 16.634482 | 10055000200002 | Ladda upp en bild av detta fornminne |
| Östra Ed 22:1                | Stensättning        |              | Östra Ed, Småland   |       | 58.051618, 16.649657 | 10055000220001 | Ladda upp en bild av detta fornminne |
| Östra Ed 22:2                | Stensättning        |              | Östra Ed, Småland   |       | 58.051752, 16.649299 | 10055000220002 | Ladda upp en bild av detta fornminne |
| Östra Ed 23:1                | Stensättning        |              | Östra Ed, Småland   |       | 58.050900, 16.644989 | 10055000230001 | Ladda upp en bild av detta fornminne |
| Östra Ed 24:1                | Gravfält            |              | Östra Ed, Småland   |       | 58.051010, 16.647920 | 10055000240001 | Ladda upp en bild av detta fornminne |
| Östra Ed 25:1                | Stensättning        |              | Östra Ed, Småland   |       | 58.048942, 16.650075 | 10055000250001 | Ladda upp en bild av detta fornminne |
| Östra Ed 25:2                | Stensättning        |              | Östra Ed, Småland   |       | 58.048956, 16.650282 | 10055000250002 | Ladda upp en bild av detta fornminne |
| Östra Ed 26:1                | Stensättning        |              | Östra Ed, Småland   |       | 58.048763, 16.651020 | 10055000260001 | Ladda upp en bild av detta fornminne |
| Östra Ed 26:2                | Stensättning        |              | Östra Ed, Småland   |       | 58.048721, 16.651168 | 10055000260002 | Ladda upp en bild av detta fornminne |
| Östra Ed 26:3                | Stensättning        |              | Östra Ed, Småland   |       | 58.048846, 16.651260 | 10055000260003 | Ladda upp en bild av detta fornminne |
| Östra Ed 26:4                | Stensättning        |              | Östra Ed, Småland   |       | 58.048943, 16.651202 | 10055000260004 | Ladda upp en bild av detta fornminne |
| Östra Ed 27:1                | Röse                |              | Östra Ed, Småland   |       | 58.046478, 16.648938 | 10055000270001 | Ladda upp en bild av detta fornminne |
| Östra Ed 28:1                | Stensättning        |              | Östra Ed, Småland   |       | 58.046711, 16.647107 | 10055000280001 | Ladda upp en bild av detta fornminne |
| Östra Ed 29:1                | Stensättning        |              | Östra Ed, Småland   |       | 58.046730, 16.646326 | 10055000290001 | Ladda upp en bild av detta fornminne |
| Östra Ed 29:2                | Stensättning        |              | Östra Ed, Småland   |       | 58.046680, 16.646497 | 10055000290002 | Ladda upp en bild av detta fornminne |
| Östra Ed 30:1                | Röse                |              | Östra Ed, Småland   |       | 58.045777, 16.649039 | 10055000300001 | Ladda upp en bild av detta fornminne |
| Östra Ed 31:1                | Stensättning        |              | Östra Ed, Småland   |       | 58.057098, 16.627401 | 10055000310001 | Ladda upp en bild av detta fornminne |
| Östra Ed 31:2                | Stensättning        |              | Östra Ed, Småland   |       | 58.057115, 16.627594 | 10055000310002 | Ladda upp en bild av detta fornminne |
| Östra Ed 32:1                | Stensättning        |              | Östra Ed, Småland   |       | 58.065668, 16.638129 | 10055000320001 | Ladda upp en bild av detta fornminne |
| Östra Ed 33:1                | Stensättning        |              | Östra Ed, Småland   |       | 58.029559, 16.614622 | 10055000330001 | Ladda upp en bild av detta fornminne |
| Östra Ed 34:1                | Stensättning        |              | Östra Ed, Småland   |       | 58.028244, 16.616662 | 10055000340001 | Ladda upp en bild av detta fornminne |
| Östra Ed 34:2                | Stensättning        |              | Östra Ed, Småland   |       | 58.028320, 16.616587 | 10055000340002 | Ladda upp en bild av detta fornminne |
| Östra Ed 35:1                | Stensättning        |              | Östra Ed, Småland   |       | 58.027744, 16.617004 | 10055000350001 | Ladda upp en bild av detta fornminne |
| Östra Ed 36:1                | Stensättning        |              | Östra Ed, Småland   |       | 58.025959, 16.613683 | 10055000360001 | Ladda upp en bild av detta fornminne |
| Östra Ed 36:2                | Stensättning        |              | Östra Ed, Småland   |       | 58.026037, 16.613862 | 10055000360002 | Ladda upp en bild av detta fornminne |
| Östra Ed 37:1                | Gravfält            |              | Östra Ed, Småland   |       | 58.025003, 16.614269 | 10055000370001 | Ladda upp en bild av detta fornminne |
| Juthagen (Östra Ed 39:1)     | Gravfält            |              | Östra Ed, Småland   |       | 58.027800, 16.628449 | 10055000390001 | Ladda upp en bild av detta fornminne |
| Östra Ed 40:1                | Stensättning        |              | Östra Ed, Småland   |       | 58.021803, 16.614866 | 10055000400001 | Ladda upp en bild av detta fornminne |
| Östra Ed 41:1                | Stensättning        |              | Östra Ed, Småland   |       | 58.021389, 16.625290 | 10055000410001 | Ladda upp en bild av detta fornminne |
| Östra Ed 52:1                | Stensättning        |              | Östra Ed, Småland   |       | 58.085942, 16.640415 | 10055000520001 | Ladda upp en bild av detta fornminne |
| Östra Ed 53:1                | Stensättning        |              | Östra Ed, Småland   |       | 58.081168, 16.650594 | 10055000530001 | Ladda upp en bild av detta fornminne |
| Östra Ed 54:1                | Röse                |              | Östra Ed, Småland   |       | 58.078578, 16.659837 | 10055000540001 | Ladda upp en bild av detta fornminne |
| Östra Ed 54:2                | Stensättning        |              | Östra Ed, Småland   |       | 58.078682, 16.659725 | 10055000540002 | Ladda upp en bild av detta fornminne |
| Östra Ed 55:1                | Stensättning        |              | Östra Ed, Småland   |       | 58.079445, 16.659299 | 10055000550001 | Ladda upp en bild av detta fornminne |
| Östra Ed 56:1                | Gravfält            |              | Östra Ed, Småland   |       | 58.080369, 16.659667 | 10055000560001 | Ladda upp en bild av detta fornminne |
| Östra Ed 57:1                | Stensättning        |              | Östra Ed, Småland   |       | 58.080659, 16.658243 | 10055000570001 | Ladda upp en bild av detta fornminne |
| Östra Ed 58:1                | Stensättning        |              | Östra Ed, Småland   |       | 58.079879, 16.657096 | 10055000580001 | Ladda upp en bild av detta fornminne |
| Östra Ed 58:2                | Stensättning        |              | Östra Ed, Småland   |       | 58.080124, 16.657477 | 10055000580002 | Ladda upp en bild av detta fornminne |
| Östra Ed 60:1                | Röse                |              | Östra Ed, Småland   |       | 58.084399, 16.655341 | 10055000600001 | Ladda upp en bild av detta fornminne |
| Östra Ed 60:2                | Stensättning        |              | Östra Ed, Småland   |       | 58.084255, 16.655509 | 10055000600002 | Ladda upp en bild av detta fornminne |
| Östra Ed 61:1                | Stensättning        |              | Östra Ed, Småland   |       | 58.084161, 16.653420 | 10055000610001 | Ladda upp en bild av detta fornminne |
| Östra Ed 61:2                | Stensättning        |              | Östra Ed, Småland   |       | 58.084258, 16.653505 | 10055000610002 | Ladda upp en bild av detta fornminne |
| Östra Ed 61:3                | Stensättning        |              | Östra Ed, Småland   |       | 58.084292, 16.653628 | 10055000610003 | Ladda upp en bild av detta fornminne |
| Östra Ed 65:1                | Röse                |              | Östra Ed, Småland   |       | 58.048043, 16.721587 | 10055000650001 | Ladda upp en bild av detta fornminne |
| Östra Ed 65:2                | Stensättning        |              | Östra Ed, Småland   |       | 58.047943, 16.721154 | 10055000650002 | Ladda upp en bild av detta fornminne |
| Östra Ed 68:1                | Stensättning        |              | Östra Ed, Småland   |       | 58.048700, 16.719659 | 10055000680001 | Ladda upp en bild av detta fornminne |
| Östra Ed 70:1                | Stensättning        |              | Östra Ed, Småland   |       | 58.058738, 16.695952 | 10055000700001 | Ladda upp en bild av detta fornminne |
| Östra Ed 71:1                | Röse                |              | Östra Ed, Småland   |       | 58.076599, 16.752326 | 10055000710001 | Ladda upp en bild av detta fornminne |
| Östra Ed 72:1                | Röse                |              | Östra Ed, Småland   |       | 58.088992, 16.750823 | 10055000720001 | Ladda upp en bild av detta fornminne |
| Östra Ed 73:1                | Röse                |              | Östra Ed, Småland   |       | 58.088660, 16.752106 | 10055000730001 | Ladda upp en bild av detta fornminne |
| Östra Ed 74:1                | Stensättning        |              | Östra Ed, Småland   |       | 58.088964, 16.761349 | 10055000740001 | Ladda upp en bild av detta fornminne |
| Östra Ed 74:2                | Stensättning        |              | Östra Ed, Småland   |       | 58.088916, 16.761130 | 10055000740002 | Ladda upp en bild av detta fornminne |
| Östra Ed 75:1                | Röse                |              | Östra Ed, Småland   |       | 58.087410, 16.761327 | 10055000750001 | Ladda upp en bild av detta fornminne |
| Östra Ed 77:1                | Stensättning        |              | Östra Ed, Småland   |       | 58.040921, 16.667665 | 10055000770001 | Ladda upp en bild av detta fornminne |
| Östra Ed 78:1                | Röse                |              | Östra Ed, Småland   |       | 58.008472, 16.773270 | 10055000780001 | Ladda upp en bild av detta fornminne |
| Östra Ed 79:1                | Stensättning        |              | Östra Ed, Småland   |       | 58.000288, 16.695507 | 10055000790001 | Ladda upp en bild av detta fornminne |
| Östra Ed 80:1                | Stensättning        |              | Östra Ed, Småland   |       | 58.000636, 16.693399 | 10055000800001 | Ladda upp en bild av detta fornminne |
| Vårdkasarna (Östra Ed 81:1)  | Röse                |              | Östra Ed, Småland   |       | 58.012800, 16.695360 | 10055000810001 | Ladda upp en bild av detta fornminne |
| Vårdkasarna (Östra Ed 81:2)  | Stensättning        |              | Östra Ed, Småland   |       | 58.012864, 16.695506 | 10055000810002 | Ladda upp en bild av detta fornminne |
| Östra Ed 82:1                | Stensättning        |              | Östra Ed, Småland   |       | 58.012060, 16.692296 | 10055000820001 | Ladda upp en bild av detta fornminne |
| Östra Ed 83:1                | Röse                |              | Östra Ed, Småland   |       | 58.030020, 16.692286 | 10055000830001 | Ladda upp en bild av detta fornminne |
| Östra Ed 87:1                | Stensättning        |              | Östra Ed, Småland   |       | 58.036477, 16.632525 | 10055000870001 | Ladda upp en bild av detta fornminne |
| Östra Ed 87:2                | Stensättning        |              | Östra Ed, Småland   |       | 58.036058, 16.632388 | 10055000870002 | Ladda upp en bild av detta fornminne |
| Östra Ed 92:1                | Stensättning        |              | Östra Ed, Småland   |       | 58.018667, 16.739202 | 10055000920001 | Ladda upp en bild av detta fornminne |
| Östra Ed 93:1                | Fornborg            |              | Östra Ed, Småland   |       | 58.016460, 16.740063 | 10055000930001 | Ladda upp en bild av detta fornminne |
| Kyrkogården (Östra Ed 108:1) | Begravningsplats    |              | Östra Ed, Småland   |       | 58.005776, 16.806494 | 10055001080001 | Ladda upp en bild av detta fornminne |
| Östra Ed 121:1               | Stensättning        |              | Östra Ed, Småland   |       | 58.021586, 16.714220 | 10055001210001 | Ladda upp en bild av detta fornminne |
| Östra Ed 131:1               | Stensättning        |              | Östra Ed, Småland   |       | 58.043325, 16.646319 | 10055001310001 | Ladda upp en bild av detta fornminne |
| Östra Ed 136:1               | Stensättning        |              | Östra Ed, Småland   |       | 58.038273, 16.630066 | 10055001360001 | Ladda upp en bild av detta fornminne |
| Östra Ed 136:4               | Stensättning        |              | Östra Ed, Småland   |       | 58.038327, 16.630446 | 10055001360004 | Ladda upp en bild av detta fornminne |
| Östra Ed 175:1               | Röse                |              | Östra Ed, Småland   |       | 58.071802, 16.597244 | 10055001750001 | Ladda upp en bild av detta fornminne |
| Östra Ed 206:1               | Stensättning        |              | Östra Ed, Småland   |       | 58.075183, 16.603413 | 10055002060001 | Ladda upp en bild av detta fornminne |
| Östra Ed 211:1               | Stensättning        |              | Östra Ed, Småland   |       | 58.025413, 16.648830 | 10055002110001 | Ladda upp en bild av detta fornminne |
| Östra Ed 212:1               | Stensättning        |              | Östra Ed, Småland   |       | 58.015050, 16.645925 | 10055002120001 | Ladda upp en bild av detta fornminne |
| Östra Ed 222:1               | Stensättning        |              | Östra Ed, Småland   |       | 58.072659, 16.640585 | 10055002220001 | Ladda upp en bild av detta fornminne |
| Östra Ed 223:1               | Stensättning        |              | Östra Ed, Småland   |       | 58.071496, 16.640537 | 10055002230001 | Ladda upp en bild av detta fornminne |
| Östra Ed 224:1               | Stensättning        |              | Östra Ed, Småland   |       | 58.066240, 16.621774 | 10055002240001 | Ladda upp en bild av detta fornminne |
| Östra Ed 225:1               | Stensättning        |              | Östra Ed, Småland   |       | 58.065917, 16.622347 | 10055002250001 | Ladda upp en bild av detta fornminne |
| Östra Ed 229:1               | Stensättning        |              | Östra Ed, Småland   |       | 58.027549, 16.620450 | 10055002290001 | Ladda upp en bild av detta fornminne |
| Östra Ed 230:1               | Stensättning        |              | Östra Ed, Småland   |       | 58.026349, 16.624395 | 10055002300001 | Ladda upp en bild av detta fornminne |
| Östra Ed 232:1               | Stensättning        |              | Östra Ed, Småland   |       | 58.023609, 16.616155 | 10055002320001 | Ladda upp en bild av detta fornminne |
| Östra Ed 233:1               | Stensättning        |              | Östra Ed, Småland   |       | 58.017385, 16.624843 | 10055002330001 | Ladda upp en bild av detta fornminne |
| Östra Ed 243:1               | Stensättning        |              | Östra Ed, Småland   |       | 58.050715, 16.645974 | 10055002430001 | Ladda upp en bild av detta fornminne |
| Östra Ed 244:1               | Stensättning        |              | Östra Ed, Småland   |       | 58.042093, 16.645081 | 10055002440001 | Ladda upp en bild av detta fornminne |
| Östra Ed 244:2               | Stensättning        |              | Östra Ed, Småland   |       | 58.042009, 16.644960 | 10055002440002 | Ladda upp en bild av detta fornminne |
| Östra Ed 245:1               | Stensättning        |              | Östra Ed, Småland   |       | 58.039427, 16.645820 | 10055002450001 | Ladda upp en bild av detta fornminne |
| Östra Ed 245:2               | Stensättning        |              | Östra Ed, Småland   |       | 58.039188, 16.646497 | 10055002450002 | Ladda upp en bild av detta fornminne |
| Östra Ed 250:1               | Stensättning        |              | Östra Ed, Småland   |       | 58.039004, 16.630832 | 10055002500001 | Ladda upp en bild av detta fornminne |
| Östra Ed 253:1               | Stensättning        |              | Östra Ed, Småland   |       | 58.025719, 16.765661 | 10055002530001 | Ladda upp en bild av detta fornminne |
| Östra Ed 257:1               | Stensättning        |              | Östra Ed, Småland   |       | 58.016902, 16.760303 | 10055002570001 | Ladda upp en bild av detta fornminne |
| Östra Ed 257:2               | Stensättning        |              | Östra Ed, Småland   |       | 58.016949, 16.760631 | 10055002570002 | Ladda upp en bild av detta fornminne |
| Östra Ed 258:1               | Röse                |              | Östra Ed, Småland   |       | 58.017985, 16.760342 | 10055002580001 | Ladda upp en bild av detta fornminne |
| Östra Ed 258:2               | Stensättning        |              | Östra Ed, Småland   |       | 58.018166, 16.760270 | 10055002580002 | Ladda upp en bild av detta fornminne |
| Östra Ed 259:1               | Stensättning        |              | Östra Ed, Småland   |       | 58.018281, 16.759482 | 10055002590001 | Ladda upp en bild av detta fornminne |
| Östra Ed 260:1               | Stensättning        |              | Östra Ed, Småland   |       | 58.019537, 16.761081 | 10055002600001 | Ladda upp en bild av detta fornminne |
| Östra Ed 260:2               | Stensättning        |              | Östra Ed, Småland   |       | 58.019379, 16.760665 | 10055002600002 | Ladda upp en bild av detta fornminne |
| Östra Ed 260:3               | Stensättning        |              | Östra Ed, Småland   |       | 58.019507, 16.760349 | 10055002600003 | Ladda upp en bild av detta fornminne |
| Östra Ed 260:4               | Stensättning        |              | Östra Ed, Småland   |       | 58.019622, 16.760151 | 10055002600004 | Ladda upp en bild av detta fornminne |
| Östra Ed 278:1               | Stensättning        |              | Östra Ed, Småland   |       | 58.071030, 16.754787 | 10055002780001 | Ladda upp en bild av detta fornminne |
| Östra Ed 280                 | Lägenhetsbebyggelse |              | Östra Ed, Småland   |       | 58.027008, 16.694524 | 12000000027918 | Ladda upp en bild av detta fornminne |
| Östra Ed 281                 | Stensättning        |              | Östra Ed, Småland   |       | 58.024495, 16.615517 | 12000000126910 | Ladda upp en bild av detta fornminne |
| Östra Ed 282                 | Stensättning        |              | Östra Ed, Småland   |       | 58.026630, 16.616220 | 12000000126911 | Ladda upp en bild av detta fornminne |